# Tony Hawk

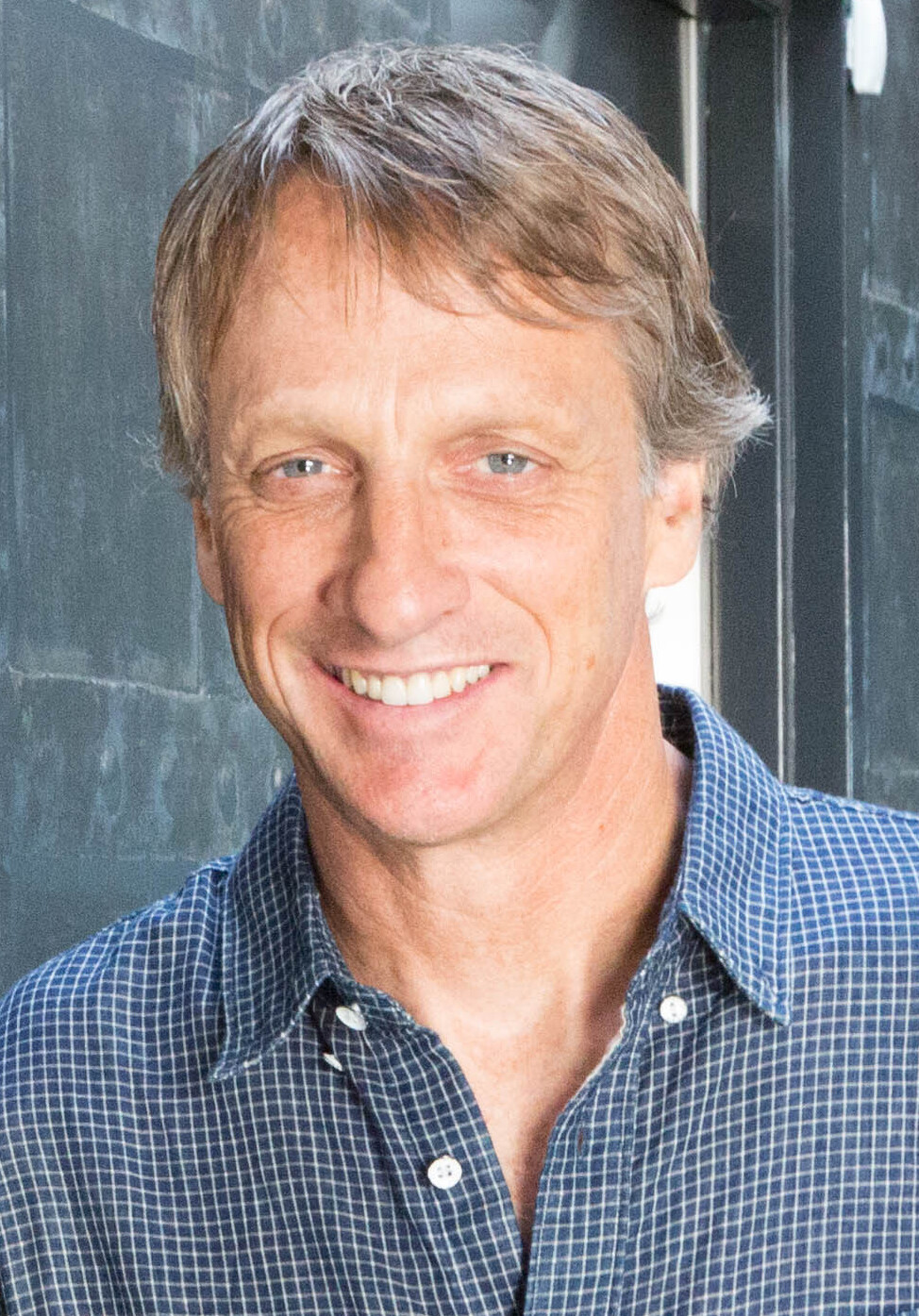
Tony Hawk (2016)

Anthony Frank „Tony“ Hawk (* 12. Mai 1968 in Carlsbad, Kalifornien), Spitzname Birdman, ist ein US-amerikanischer professioneller Skateboarder. Er gilt als Pionier des modernen Vert-Styles und konnte elf Weltmeistertitel gewinnen. Mit seiner Skateboardmarke Birdhouse, dem Extremsportevent Boom Boom HuckJam, einer Videospielreihe und der Tony Hawks Foundation hat er wesentlich zur Verbreitung des Sports beigetragen. 1999 schaffte Hawk als erster Skater in einer Halfpipe die zweieinhalbfache Drehung, den 900, und erregte damit großes Medieninteresse.

## Leben und Karriere
In seiner Kindheit hatte Tony Hawk psychische Probleme. Ein Psychologe seiner Schule stellte fest, dass Hawk ein unterforderter Junge mit einem sehr großen Aggressionspotenzial war. Aus diesem Grunde schenkte ihm sein Vater sein erstes Skateboard. 1982, gerade erst 14 Jahre alt geworden, startete Hawk als Profi im Powell-&-Peralta-Team, der Bones Brigade. Mit 16 Jahren galt er als der weltweit beste Skater. Mit 17 kaufte er sein erstes Haus, zwei Jahre später ein Anwesen in Fallbrook.
Mitte der 1980er Jahre begann Hawks Siegesserie. Er wurde elfmal nacheinander Weltmeister und gewann in dieser Zeit 73 von 103 Wettbewerben (19 Mal wurde er Zweiter). Er erfand über 85 neue Skateboardtricks wie den Stalefish, den Airwalk, den Madonna, den Gymnast Plant, den Hurricane oder den 900. Der 900, eine Drehung um 900°, wurde als schwierigster Trick der Welt bezeichnet.

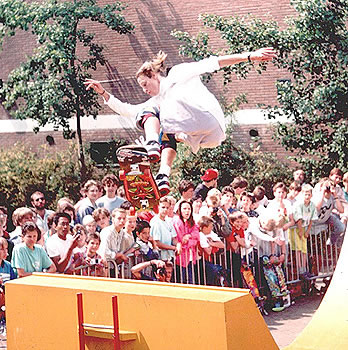
Hawk (1987)

1987 spielte Hawk eine Nebenrolle im Film Police Academy 4 – Und jetzt geht’s rund (Originaltitel: Police Academy 4: Citizens on Patrol), in der er unter einer Gruppe Skatern seine Skatekünste unter Beweis stellt.
Anfang der 1990er gründete er, fast bankrott, eine eigene Firma namens Birdhouse für den Vertrieb von Skateboards, Skateboarding-Zubehör und -Accessoires. Als er 1995 bei den ersten X-Games wieder auf sich aufmerksam machen konnte, verschaffte dieser neue Ruhm auch seinem Unternehmen einen so kräftigen Schub, dass es 1998 zu einer der erfolgreichsten Skatefirmen wurde.
1999 ist unter Skatern allgemein als Das Jahr des 900ers bekannt. Er schaffte in diesem Jahr den 900 in der Halfpipe. 2003 beendete er seine Wettbewerbskarriere. Am 30. März 2012 überbot der 12-jährige Tom Schaar zum ersten Mal den 900 an Drehungen, indem er einen 1080 landete, allerdings mit Hilfe einer hohen Rampe, die eine wesentlich längere Flugzeit möglich machte. Am 1. Mai 2020 landete der 11-jährige Gui Khury einen 1080 in einer normalen Vert-Ramp und überbot somit Tony Hawk.
Seitdem er sich aus dem Wettbewerbsgeschäft zurückgezogen hat, skatet Hawk nur noch zum Spaß bei Shows oder moderiert Skate-Events wie die X-Games. Am 27. Juni 2016, exakt 17 Jahre nachdem er das erste Mal einen 900 geschafft hatte, wiederholte er den Trick im Alter von 48 Jahren auf einer Indoor-Rampe. Laut eigener Aussage war dies der letzte 900 seiner Karriere. Zu seinem 50. Geburtstag wurde das Video „50 Tricks at Age 50“ veröffentlicht, in dem Hawk Vert-Tricks wiederholt, die seine Karriere geprägt haben. Im Februar 2020 nahm Hawk als Elephant an der dritten Staffel des US-amerikanischen Ablegers von The Masked Singer teil und erreichte den 15. von insgesamt 18 Plätzen.

## Videospiele
Seit 1998 arbeitet Hawk mit der Softwarefirma Activision zusammen, mit der er bis 2015 einen Vertrag hatte. Aus dieser Zusammenarbeit entstand eine Reihe von kommerziell erfolgreichen Videospielen mit dem Hauptfokus auf Skateboard-Tricks, die unter dem Namen Tony Hawk’s bekannt ist.

## Werke

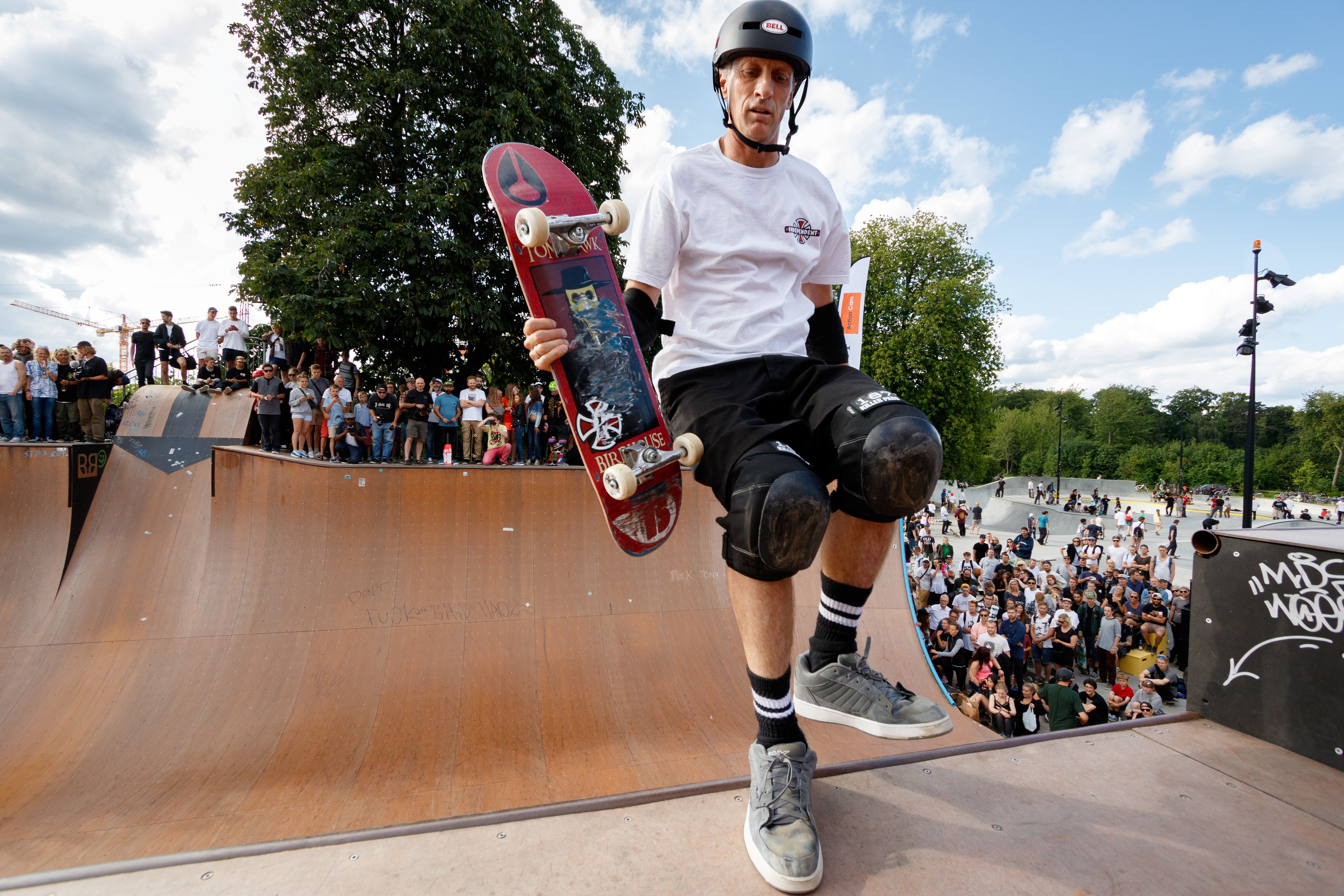
Hawk (2015)

- Tony Hawk: Hawk: Occupation: Skateboarder. Regan Books 2001, ISBN 0-06-095831-6
- Tony Hawk: Between Boardslides and Burnout: My Notes from the Road. Regan Books 2002, ISBN 0-06-008631-9
- Tony Hawk, Sean Mortimer: Tony Hawk: Professional Skateboarder. Regan Books 2002, ISBN 0-06-009689-6

Filme
- 1987: Police Academy 4 – Und jetzt geht’s rund (Police Academy 4: Citizens on Patrol)
- 1989: Gleaming Heart – Rebellen auf Skateboards (Gleaming the Cube)
- 1999: Frezno Smooth
- 2002: The New Guy
- 2002: xXx – Triple X
- 2002: Jackass: The Movie
- 2003: Haggard: The Movie
- 2005: Dogtown and Z-Boys (Lords of Dogtown)
- 2006: Drake & Josh unterwegs nach Hollywood (Drake & Josh Go Hollywood)
- 2006: Jackass Number Two
- 2010: Jackass 3D
- 2017: Sharknado 5: Global Swarming
- 2022: Jackass Forever

Fernsehen
- CSI: Miami (Fernsehserie, Gastrolle, Folge Game Over)
- Viva La Bam (Reality-Fernsehserie)
- Die Simpsons (Zeichentrickserie, Gastrolle)
- Hotel Zack & Cody (Fernsehserie, Gastrolle, Folge 84 Foiled Again)
- Nitro Circus (MTV-Fernsehserie, Gastrolle)
- Scarred (MTV-Fernsehserie, Gastrolle)
- Hallo Holly (Fernsehserie, Gastrolle)
- Last Man Standing (Fernsehserie, Gastrolle)
- Breaking In (Fernsehserie, Gastrolle)
- The Cleveland Show (Fernsehserie, Gastrolle)

Internet
- Epic Meal Time, Gastrolle beim einjährigen Jubiläum der Show
- Cameo-Auftritt als Bewerber für das Präsidentenamt in der Webserie Video Game High School

## Privatleben

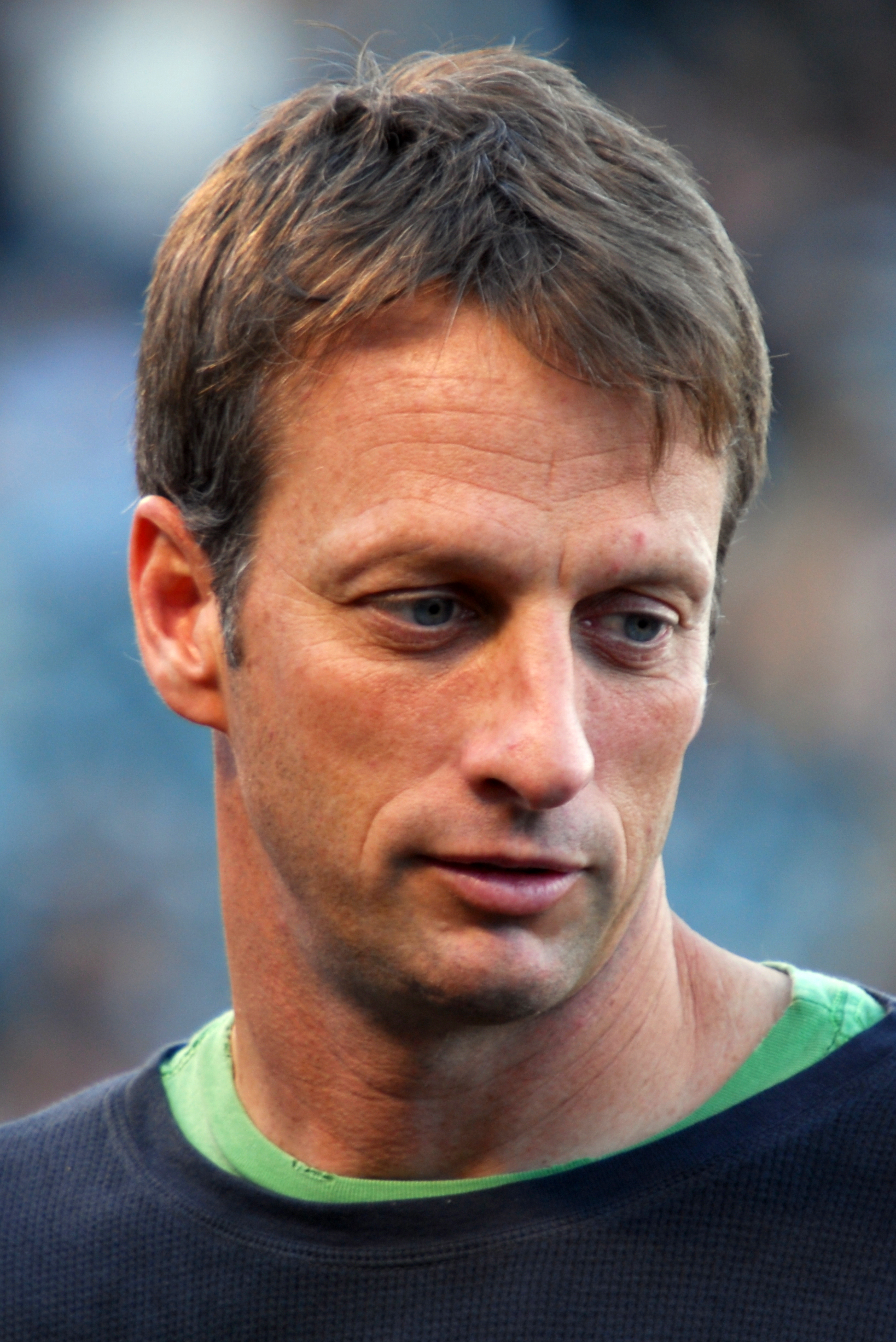
Tony Hawk (2006)

Hawk ist dreifach geschieden. Seine dritte Ehefrau, mit der von 2006 bis 2011 verheiratet war, ist die ehemalige Skisportfunktionärin Lhotse Merriam, mit der er eine Tochter hat. Außerdem ist er Vater von drei Söhnen. Seit 2015 ist er mit Catherine Goodman verheiratet. Sein ältester Sohn Riley ist inzwischen ebenfalls professioneller Skateboarder.

## Trivia
Hawk ist im Musikvideo Smells like Nirvana von Weird Al Yankovic zu sehen. Yankovic war sich dessen erst im Jahr 2009 bewusst, als Hawk einen Twitter-Post darüber veröffentlichte.
In Nick Hornbys Roman Slam, der von dem 16-jährigen Skateboarder Sam in England erzählt, ist Tony Hawk als Poster Teil der Handlung, mit dem Sam seine Probleme bespricht, indem er sich die Antworten aus Hawks Autobiographie (Hawk: Beruf: Skateboarder) je nach Situation herausliest. In der italienischen Verfilmung von Slam von Andrea Molaioli aus dem Jahr 2016 lieh er seinem imaginären Ich seine Stimme.
Hawk war einer der ersten Skateboarder, nach dem ein Schuhmodell benannt wurde.